# Mega Man Battle Network 2
Mega Man Battle Network 2 es el segundo juego de la serie de videojuegos Mega Man Battle Network de Capcom. Fue publicado en 2001 en Japón y 2002 en América y Europa. La historia del juego se inicia después de los acontecimientos de Mega Man Network Transmission.